# Барановка (Владимирская область)
Барановка — деревня в Кольчугинском районе Владимирской области России, входит в состав Раздольевского сельского поселения.

## География
Деревня расположена в 15 км на юго-восток от центра поселения посёлка Раздолье и в 21 км на юго-восток от райцентра города Кольчугино.

## История
В конце XIX — начале XX века деревня входила в состав Дубковской волости Покровского уезда, с 1925 года — в составе Кольчугинской волости Александровского уезда. В 1859 году в деревне числилось 16 дворов, в 1905 году — 20 дворов, в 1926 году — 14 дворов.
С 1929 года деревня являлась центром Барановского сельсовета Кольчугинского района, с 1940 года — в составе Ельцинского сельсовета, с 2005 года — в составе Раздольевского сельского поселения.

## Население
| 1859 | 1905 | 1926 |
| ---- | ---- | ---- |
| 117  | 114  | 53   |

| 1859 | 1905 | 1926 | 2002 | 2010 | 2021 |
| ---- | ---- | ---- | ---- | ---- | ---- |
| 117  | ↘114 | ↘53  | ↘3   | ↗7   | ↗9   |